# 専念寺 (大阪市平野区)

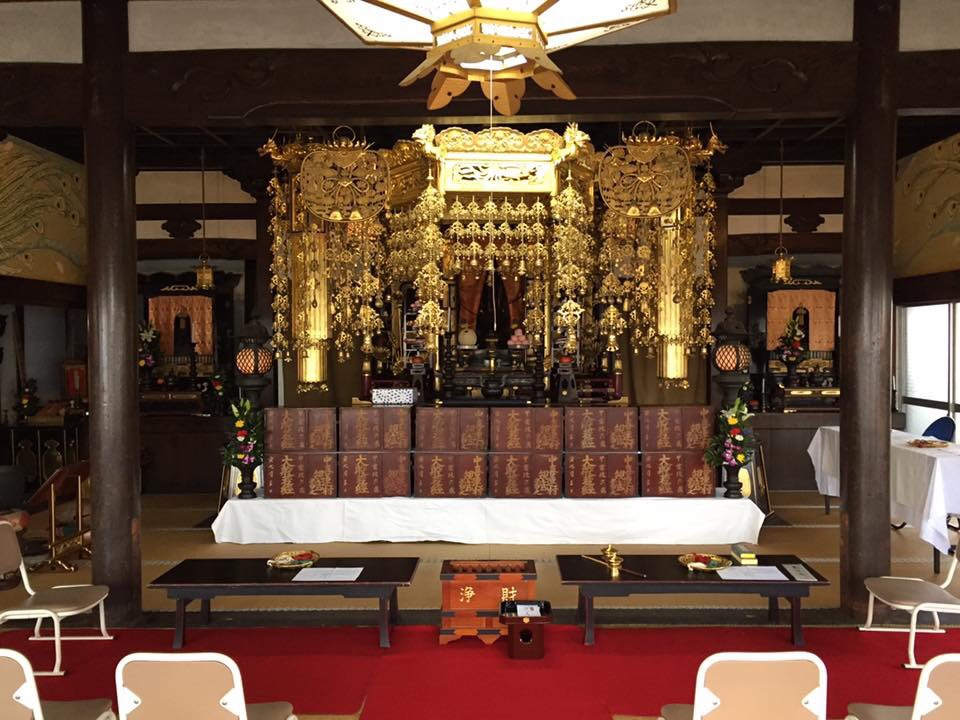
本堂内陣と大般若経600巻

専念寺（せんねんじ）は、大阪市平野区喜連4丁目に位置する融通念佛宗派の寺。日本で一番美しい迦陵頻伽に出会えるお寺。寺紋は五七桐の紋で中喜連の地が豊臣家天領地だったことから本堂・山門の軒丸瓦に使われている。山号は一向山。一向山については、『一向専念無量寿佛』という経文があり、多くの方々と伴に、一心に念仏をお唱えすれば百万遍の功徳を成就するという強い念仏信仰がこめられた山号である。創建について、延宝5年（1677年）に記された『大念仏寺四五代記録並末寺帳』によれば慶長2年（1597年）摂津国住吉郡中喜連村に創建されたりとあり、寺伝によれば、道善上人の開基と伝えられる。本尊は阿弥陀如来。脇佛に悪縁を断ち切る毘沙門天を祀っている。
通常の御朱印と期間限定の御朱印がある。

## 沿革
- 1595年（慶長元年）10月 道善上人が融通念佛宗二十七世宗圓上人を師として剃髪
- 1597年（慶長2年）8月 専念寺を創建した道善上人は住職を奉し慶長17年11月19日遷化する
- 1672年（寛文12年） 専念寺は道善上人遷化された後、代々喜連村の檀信徒が中心となり、寺を運営していたが幕府よりキリシタンの弾圧や宗教統制の一環として寺院に僧侶が必要となり、看坊は、元浄土宗の長老僧で、大念仏宗に帰依した深誉が寛文12年（1672年）より入院した。『大念仏寺四五代記録並末寺帳』によれば摂州住吉郡中喜連村馬場町 専念寺代々看坊、当看坊深誉長老五年以前 癸丑入院、元浄土宗大念仏宗帰依 此寺慶長二丁酉創建と書かれている。
- 1707年（宝永4年）10月 宝永地震により専念寺本堂が半壊する。
- 1726年（享保10年）7月15日 隆天上人代で半鐘開眼
- 1775年（安永4年） 宝永地震被災後に改修が立案され、長期間を要し敷地拡張と本堂を藁葺から瓦葺に、内陣は中世の道場様式を残す押し板形式に改修され現在に至る。
- 1794年（寛政6年） 服部規氐大居士が大般若経600百巻写経されたものと絵師、橘保春が謹画された十六善紳壹幅を専念寺に納められた。この掛け軸の裏書には 摂州住吉郡中喜連村 法雲寺常什物 中喜連村服部規氐所持 所持 俵具一式施主 服部隼人と書かれている。
- 1827年（文政9年） 大阪市立博物館蔵の書状に「8月3日、日照りが続いたのでそのために、五穀成就の御払いをするいうことで御祈祷の為に明くる4日に御本尊に御出光をいただくようにお願いします。」という内容を喜連村の総代が連名で文政9年戌の年8月3日に大念佛寺にお願いの書状が出された。総代の願いを保障するように檀那寺である専念寺の判と当時の看坊、忍教の判をつけて本山である大念佛寺にお願いした。
- 1847年（弘化4年）12月 本尊の御厨子を犬主慈寮が寄進された。
- 1882年（明治14年）1月 義清代に大念佛寺山主教忍より御本尊十一尊天得阿弥陀如来を下賜される。
- 1917年（大正5年） 屋根の葺き替えをする。
- 1960年（昭和34年） 義順代に屋根葺き替えならびに大修繕
- 1982年（昭和57年）義順代に現在の庫裏に建て替える
- 1995年（平成7年） 阪神・淡路大震災により本堂の天井ならびに壁が損傷し1999年（平成11年）に華の絵天井、2009年（平成21年）に本堂内陣の壁に仏画師による対の迦陵頻伽の絵図を檀信徒により奉納された。日本一美しい迦陵頻伽として崇敬を受ける

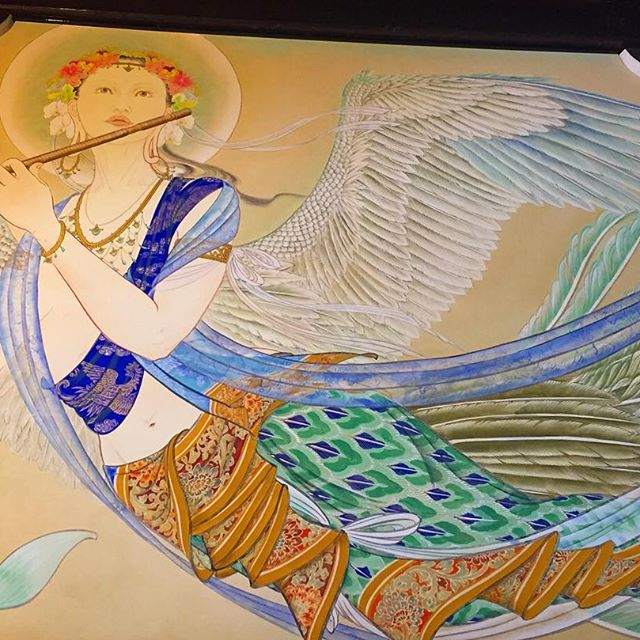
迦陵頻伽 本堂左

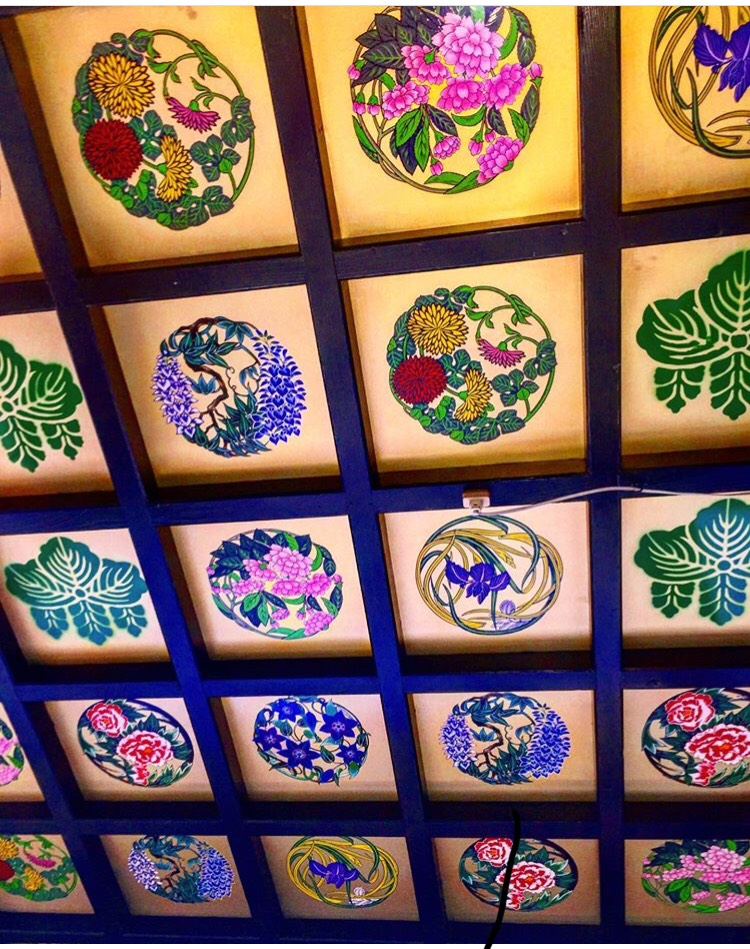
本堂外陣の華天井

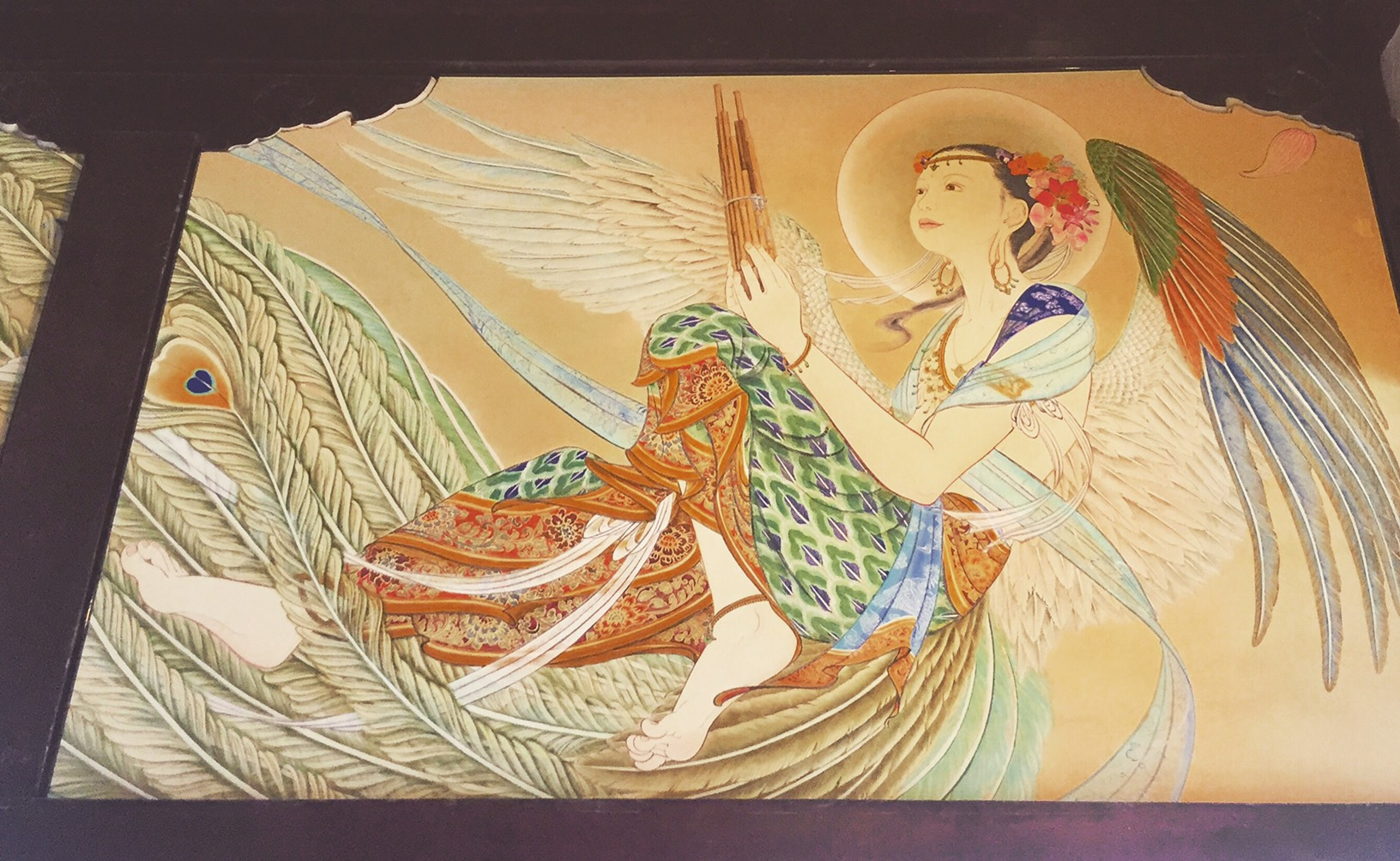
迦陵頻伽 本堂右

## 歴代住職
- 道善（慶長17年入寂）寺に位牌あり
- 深誉（寛文12年入院）『大念仏寺四五代記録並末寺帳』記載あり
- 隥天（享保7年入寂）半鐘の開眼
- 天瑞（寛保3年入寂）寺に墓、過去帳記載あり
- 義鳳（明和8年入寂）
- 泰淳（安永8年入寂）
- 栄全（寛政10年入寂）
- 浄範（文化2年入寂）
- 存海（文政4年入寂）
- 良範（文政8年入寂）寺に墓あり
- 恩光（文政13年入滅）
- 恩教（天保元年入滅）過去帳あり
- 慈雲（嘉永3年入滅）
- 白道（安政元年入滅）寺に墓あり
- 善道（明治7年入滅）過去帳の奥書あり
- 志願（明治37年入滅）寺に位牌あり
- 覚念（昭和9年入滅）寺に墓あり
- 秀誡（昭和16年入滅）寺に位牌と墓あり
- 義順（昭和57年入滅）寺に位牌と墓あり
- 正啓（現住職）

## 行事
- 御本尊御回在（(6月3日）
- 大施餓鬼法要（8月26日）
- 大般若転読法要（11月3日）-毎年11月3日は、境内に多く人で賑わう。

## 交通
- 地下鉄谷町線 喜連瓜破駅 - 徒歩約7分